# Sophora gibbosa
Sophora gibbosa là một loài thực vật có hoa trong họ Đậu. Loài này được (DC.) Yakovlev miêu tả khoa học đầu tiên.